# Małżeństwo osób tej samej płci we Francji
     Małżeństwo
     Rejestrowany związek partnerski
     Konkubinat
     Konstytucja definiuje małżeństwo jako związek kobiety i mężczyzny
     Związki jednopłciowe nieuznawane

Status prawny związków osób tej samej płci w Europie:
Małżeństwo
Rejestrowany związek partnerski
Konkubinat
Konstytucja definiuje małżeństwo jako związek kobiety i mężczyzny
Związki jednopłciowe nieuznawane

Małżeństwa osób tej samej płci są legalne we Francji od 18 maja 2013 roku.

## Historia
Od 1999 roku pary jednopłciowe we Francji mogą zawierać PACS – rejestrowany związek partnerski.
26 stycznia 2012 roku, François Hollande, socjalistyczny kandydat w wyborach prezydenckich, ogłosił 60 obietnic, wśród których na 31 miejscu znajdowały się małżeństwo dla par jednopłciowych i idące za tym prawo do adopcji.
7 listopada 2012 roku francuska Minister Sprawiedliwości Christiane Taubira przedstawiła w parlamencie projekt zmian umożliwiających zawieranie małżeństw przez pary jednopłciowe oraz prawo do adopcji dla takich par (druk nr 344). Po burzliwej debacie społecznej (masowe protesty przeciw zmianom i manifestacje popierające projekt) oraz parlamentarnej, w dniu 2 lutego 2013 roku Zgromadzenie Narodowe zaakceptowało treść artykułu 1, który definiuje małżeństwo jako związek dwóch osób (stosunek głosów 249 do 97), a 12 lutego 2013 roku przyjęło całą ustawę stosunkiem głosów 329 do 229. 12 kwietnia 2013 roku Senat przyjął ustawę wraz z poprawkami. Poprawiony projekt został przyjęty przez Zgromadzenie Narodowe 23 kwietnia, stosunkiem głosów 331 do 225.
Jeszcze tego samego dnia grupa opozycyjnych deputowanych i senatorów zaskarżyła ustawę do Rady Konstytucyjnej. 17 maja Rada uznała ustawę za zgodną z konstytucją. Została ona podpisana przez Prezydenta i opublikowana w dzienniku ustaw 18 maja 2013 roku. Pierwsze małżeństwo zostało zawarte 29 maja.

## Opinia społeczna
Badanie opinii publicznej z 2006 roku wskazało, że wówczas wprowadzenie małżeństw osób tej samej płci popierało 62% Francuzów; przeciwnych było 37% (w kwestii legalizacji adopcji dla par homoseksualnych: za wypowiedziało się 44% pytanych, a przeciw – 55%). W 2012 roku, małżeństwa osób tej samej płci popierało 58% Francuzów (przy sprzeciwie 38% pytanych), a adopcję – 49% (przy sprzeciwie 48%).